# Michael Manley

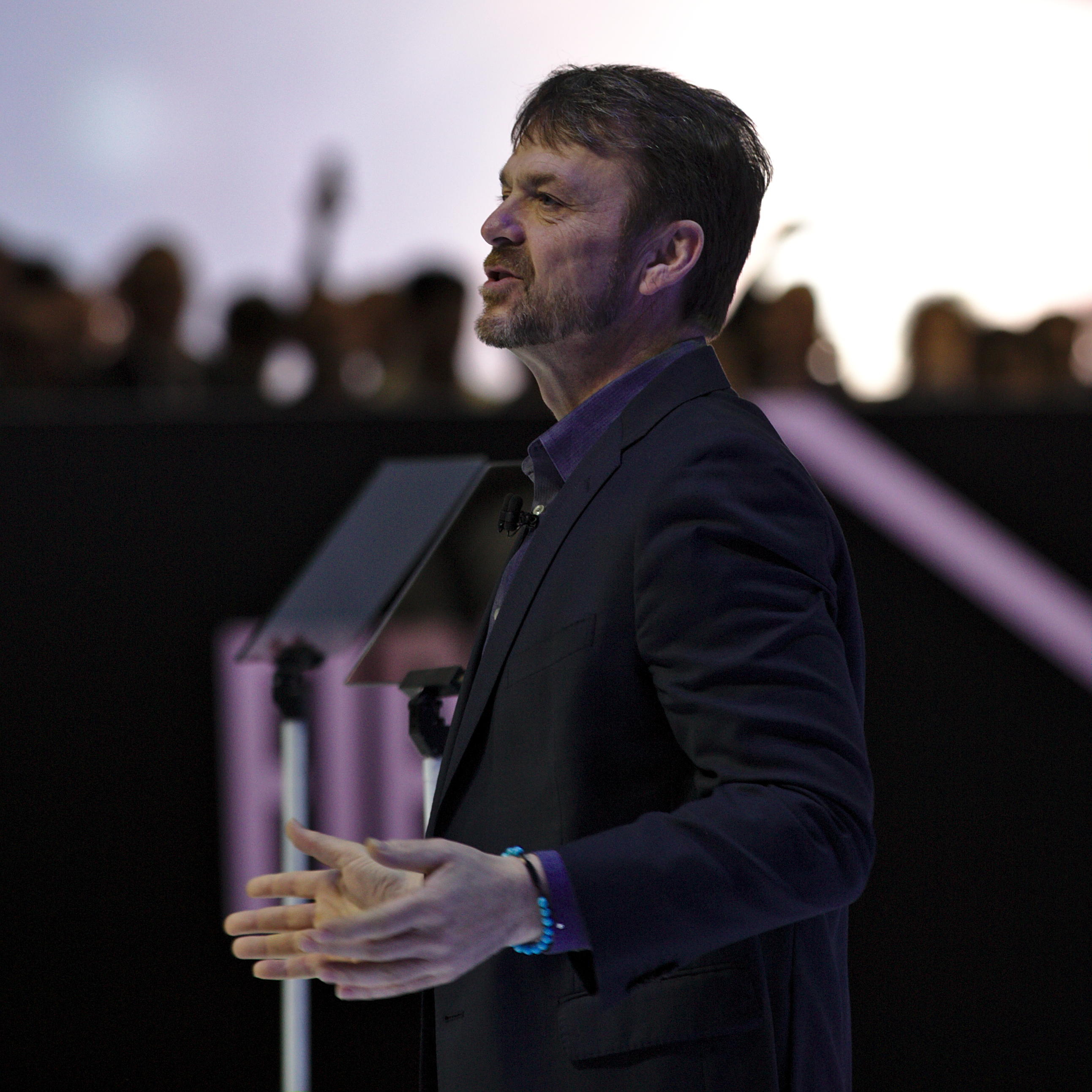
Michael Manley nel 2019

Michael Manley, soprannominato Mike (Edenbridge, 6 marzo 1964), è un dirigente d'azienda britannico, dal 21 luglio 2018 al 16 gennaio 2021 amministratore delegato di Fiat Chrysler Automobiles.

## Biografia
Nato a Edenbridge, una cittadina del distretto di Sevenoaks nel Kent, si è laureato in Ingegneria alla Università South Bank di Londra. A perfezionamento dei suoi studi, ha quindi conseguito un MBA presso l'Ashridge Business School.
Nel 2000, è stato nominato Direttore per lo Sviluppo della Rete per la filiale britannica di Daimler Chrysler. Nel dicembre 2008, all'interno della medesima società è divenuto vice-presidente esecutivo per le vendite internazionali e le operazioni globali di pianificazione del prodotto, come responsabile della pianificazione e di tutte le attività di vendita al di fuori dell'America settentrionale.
L'anno successivo, nel giugno 2009, è stato nominato presidente ed amministratore delegato del marchio Jeep, controllato dal gruppo Chrysler. È stato membro del Group Executive Council di FCA, organismo decisionale che affianca l'AD di FCA a livello operativo (dal 2011), e dal 2015 ha ricoperto inoltre la carica di capo del marchio Ram.
Il 21 luglio 2018, in occasione di una riunione d'urgenza del consiglio d'amministrazione di FCA per l'aggravarsi delle condizioni di salute di Sergio Marchionne, viene nominato nuovo amministratore delegato del gruppo. Compito impegnativo, dal momento che dagli Stati Uniti arrivano il 66% dei ricavi e l'85% dei profitti. Il 25 luglio comunica agli analisti il taglio dei target 2018, l'8 agosto partecipa alla cena con Donald Trump, organizzata a Bedminster, New Jersey, insieme a 14 leader d'impresa.
Nel dicembre 2020 è stato annunciato che Manley guiderà le operazioni nordamericane di Stellantis, una volta finalizzata la fusione FCA-PSA all'inizio del 2021. Manley ha avuto nel 2020 un compenso complessivo di 11,7 milioni di dollari. Manley ha lasciato Stellantis nel settembre 2021. A partire da novembre 2021 Manley sarà CEO di AutoNation. Entrerà inoltre a far parte del consiglio di amministrazione della Fondazione Stellantis, che gestisce le attività benefiche di Stellantis.

## Premi e riconoscimenti
- Auto Express Hall of Fame 2016[9]
- 2016 Detroit Free Press Automotive Difference Maker Award[10]